# Плезант-Хилл (тауншип, Миннесота)
Плезант-Хилл (англ. Pleasant Hill) — тауншип в округе Уинона, Миннесота, США. На 2000 год его население составило 535 человек.

## География
По данным Бюро переписи населения США площадь тауншипа составляет 92,5 км², из которых 92,5 км² занимает суша, водоёмов нет.

## Демография
По данным переписи населения 2000 года здесь находились 535 человек, 185 домохозяйств и 148 семей.  Плотность населения —  5,8 чел./км².  На территории тауншипа расположено 193 постройки со средней плотностью 2,1 построек на один квадратный километр. Расовый состав населения: 98,13 % белых, 1,12 % азиатов, 0,56 % c Тихоокеанских островов, 0,19 % — других рас США. Испанцы или латиноамериканцы любой расы составляли 0,93 % от популяции тауншипа.
Из 185 домохозяйств в 38,4 % воспитывались дети до 18 лет, в 68,6 % проживали супружеские пары, в 2,7 % проживали незамужние женщины и в 20,0 % домохозяйств проживали несемейные люди. 18,4 % домохозяйств состояли из одного человека, при том 7,6 % из — одиноких пожилых людей старше 65 лет. Средний размер домохозяйства — 2,87, а семьи — 3,23 человека.
28,2 % населения младше 18 лет, 9,0 % в возрасте от 18 до 24 лет, 26,0 % от 25 до 44, 26,2 % от 45 до 64 и 10,7 % старше 65 лет. Средний возраст — 38 лет. На каждые 100 женщин приходилось 114,0 мужчин.  На каждые 100 женщин старше 18 приходилось 109,8 мужчин.
Средний годовой доход домохозяйства составлял 40 000 долларов, а средний годовой доход семьи —  44 583 доллара. Средний доход мужчин —  29 286  долларов, в то время как у женщин — 21 838. Доход на душу населения составил 17 447 долларов. За чертой бедности находились 4,5 % семей и 4,7 % всего населения тауншипа, из которых 2,1 % младше 18 лет.